# 朗伍德大學
朗伍德大學（Longwood University）是位於美國弗吉尼亞州法姆維爾的一所公立大學，2015年《美國新聞與世界報道》將其列在“南部地區大學”中的第30位， 而福布斯則將其列在全美第578位。
該大學成立於1839年，當時稱法姆維爾女子神學院（Farmville Female Seminary），多次易名後在1949年改名朗伍德學院（Longwood College），2002年7月1日才升格為大學。其名是來自拿破崙·波拿巴流放聖赫勒拿島期間居住的朗伍德宅（Longwood House）。

## 外部連結
- 官方网站
- Official athletics website （页面存档备份，存于）

37°18′5.6″N 78°23′39.1″W / 37.301556°N 78.394194°W